# Чемпионат мира по современному пятиборью 1951
III Чемпионат Мира по современному пятиборью 1951 года прошел в городе Хельсинборг Швеция.
Этот чемпионат собрал 27 спортсменов из 10 стран. Появились команды Бразилии, США и Дании. Как и на двух предыдущих чемпионатах командную победу праздновали шведы.

## Личное первенство
В личных соревнованиях сильнейшим вновь стал швед Ларе Халл, который показал лучший результат в плавании — Змии 53,0с, занял 2-е место в конном кроссе, 4-е — в стрельбе с результатом 185 очков, 9-е — в фехтовании и 6-е — в легкоатлетическом кроссе. Успешно выступили и его соотечественники Торстен Линдквнст и Сун Вегглин. Линдквист был первым в конном кроссе и фехтовании, а Вегглин — в легкоатлетическом кроссе. По сумме мест они заняли соответственно 3-е и 4-е места в личном первенстве.
Серебряным призером вновь стал финн Вилкко. Сборная Финляндии, как и на предыдущих двух чемпионатах, не уступила 2-е место и в командном зачете.
Команда Бразилии впервые выступала командой. Медейрос, показавший лучший результат в стрельбе и 2-й в плавании, по сумме мест был пятым.

## Командное первенство
В командном зачете призеры расположились в следующем порядке:
1. Швеция (Халл, Линдквист, Вехлин).
2. Финляндия (Вилкко, Платан, Тааликк).
3. Бразилия (Медейрос, Боргес, Маркес).
4. Великобритания (Ламсен, Перси, Влейкер).
5. Франция (Коше, Лакруа, Тортхолт).
6. США (Троц, Деннман, Ванденберг).

## Итоги чемпионата
На этом чемпионате заметные сдвиги произошли в спортивно-технических показателях некоторых видов. В плавании все участники преодолели рубеж 6 минут; почти половина спортсменов проплыли дистанцию быстрее 5 минут. Средний результат в стрельбе поднялся до 168,8 очка до 200 возможных.
Ежегодное проведение чемпионатов мира стимулировало страны, культивирующие пятиборье, к целенаправленной подготовке команд для соревнований, к поиску оптимальных критериев для отбора спортсменов. Эти усилия ознаменовались заметным увеличением количества пятиборцев и национальных команд, представленных на очередных Олимпийских играх.